# Hirsch Hildesheimer
Hirsch Hildesheimer (* 1855 in Eisenstadt, Kaisertum Österreich; † 6. Dezember 1910 in Berlin) war ein in der zweiten Hälfte des 19. Jahrhunderts tätiger jüdischer Gelehrter, Dozent, Schriftsteller und ein Aktivist gegen das Verbot des Schächtens.

## Leben
Ab 1880 war Hirsch Hildesheimer Dozent für jüdische Geschichte und Geographie am Rabbinerseminar zu Berlin für das orthodoxe Judentum, das von seinem Vater Esriel Hildesheimer 1873 gegründet worden war.
Ab 1883 leitete er, zunächst gemeinsam mit seinem Vater, die Berliner Wochenzeitung Die jüdische Presse. Organ für die Gesamtinteressen des Judenthums (orthodox). Er war Mitbegründer des Vereins für jüdische Geschichte und Literatur, der Jüdischen Lesehalle und (ab 1901) des Hilfsvereins der deutschen Juden; außerdem war er führend im Esra, Verein zur Unterstützung ackerbautreibender Juden in Palästina und Syrien tätig, der seinen Sitz in Berlin hatte und 1883 als westlicher Ausläufer der Chowewe Zion-Bewegung gegründet worden war.
Bald ergaben sich Kontakte zu Herzl, der – letztendlich vergeblich – sehr um dessen Unterstützung bemüht war. Hildesheimer hatte sich aber – in engem Kontakt zu Willy Bambus – bereits vor dem ersten Zionistenkongress von Herzls politischem Zionismus zurückgezogen.